# Liste der Botschafter der Vereinigten Staaten in Österreich

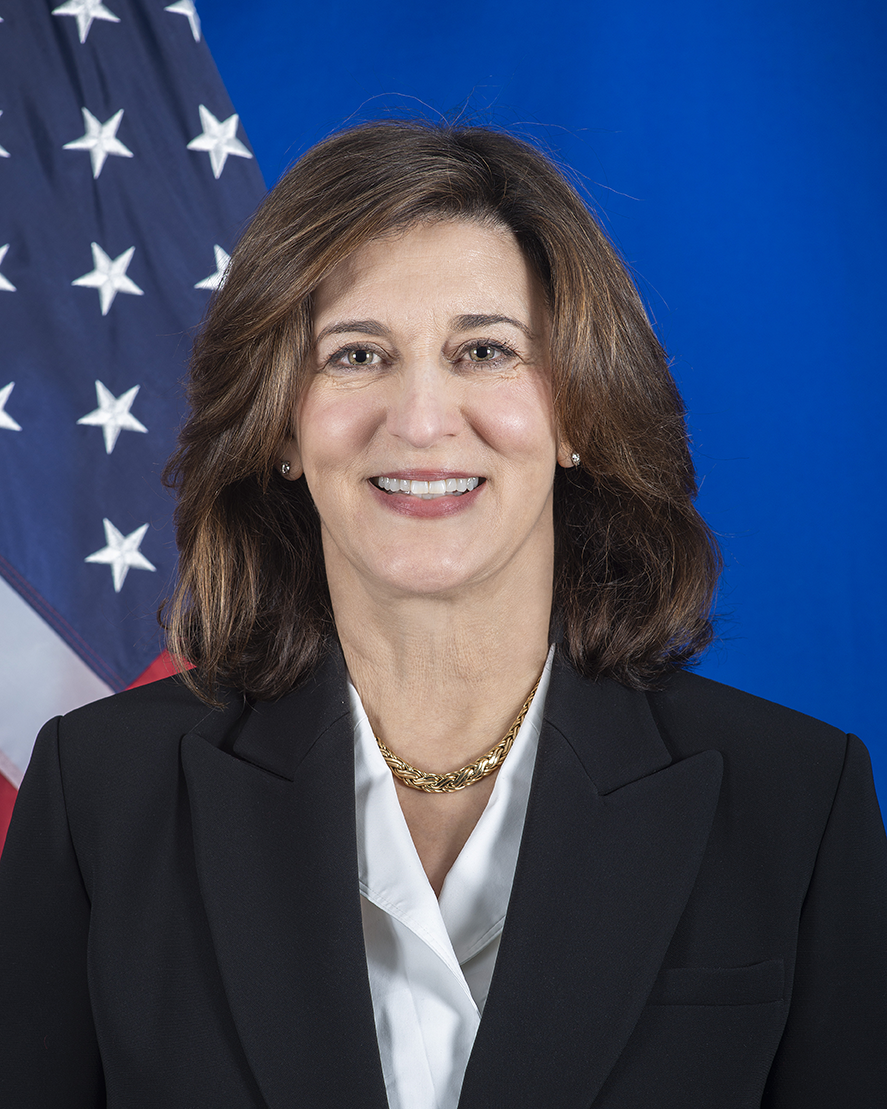
Victoria Reggie Kennedy, US-Botschafterin in Österreich seit 2022

Diese Liste führt die außerordentlichen und bevollmächtigten Botschafter der Vereinigten Staaten von Amerika für die Republik Österreich und davor die Gesandten und Botschafter im Kaisertum Österreich bzw. Österreich-Ungarn auf. Die Botschaft der Vereinigten Staaten in Wien befindet sich seit 1947 im Bezirk Alsergrund in der Boltzmanngasse 16.

## Missionschefs

### Gesandte im Kaisertum Österreich
- Henry A. P. Muhlenberg (1838–1840)
- Daniel Jenifer (1842–1845)
- William Henry Stiles (1845–1849)
- James Watson Webb (1850)
- Charles J. McCurdy (1851–1852)
- Thomas M. Foote (1852–1853)
- Henry R. Jackson (1853/1854–1858)
- Jehu Glancy Jones (1859–1861)
- Anson Burlingame (1861)
- John Lothrop Motley (1861–1867)

### Botschafter in Österreich-Ungarn
Das Königreich Ungarn erhielt 1867 im Österreichisch-Ungarischen Ausgleich weitgehende Autonomie, die Außenpolitik wird jedoch weiterhin zentral von Wien aus gesteuert. Ungarn hatte keine eigene US-Botschaft.
- Henry M. Watts (1868–1869)
- John Jay (1869–1875)
- Godlove Stein Orth (1875–1876)
- Edward F. Beale (1876–1877)
- John A. Kasson (1877–1881)
- William Walter Phelps (1881–1882)
- Alphonso Taft (1882–1884)
- John M. Francis (1884–1885)
- Anthony M. Keiley (1885)
- Alexander Lawton (1887–1889)
- Frederick Dent Grant (1889–1893)
- Bartlett Tripp (1893–1897)
- Charlemagne Tower (1897–1899)
- Addison C. Harris (1899–1901)
- Robert Sanderson McCormick (1902)

Im Jahr 1902 wurde die Gesandtschaft der USA in den Status einer Botschaft erhoben.
- Bellamy Storer (1903–1906)
- Charles S. Francis (1906–1910)
- Richard C. Kerens (1910–1913)
- Frederic Courtland Penfield (1913–1917)

Am 6. April 1917 erklärten die USA dem Deutschen Kaiserreich den Krieg und zogen am folgenden Tag den Botschafter Penfield aus Wien ab, die Botschaft wurde geschlossen. Österreich-Ungarn brach die diplomatischen Beziehungen am 9. April 1917 ab. Bis dahin fungierte Joseph Grew als Chargé d’Affaires ad interim. Die konsularischen Aufgaben in Österreich übernahm für die Vereinigten Staaten daraufhin die Botschaft des Königreichs Spanien, bis schließlich die USA am 7. Dezember 1917 auch Österreich-Ungarn den Krieg erklärten.

### Botschafter in der Ersten Republik
Im Jahr 1921 nahmen die USA wieder volle diplomatische Beziehungen mit der neuen Republik Österreich auf.
- Arthur Hugh Frazier (1921–1922)
- Albert Henry Washburn (1922–1930), am 29. April 1930 während seiner Amtszeit verstorben
- Gilchrist Baker Stockton (1930–1933)
- George Howard Earle (1933–1934)
- George S. Messersmith (1934–1937)
- Grenville T. Emmet (1937), am 26. September 1937 während seiner Amtszeit verstorben

Nach dem Anschluss Österreichs im März 1938 hörte die Erste Republik auf zu bestehen, Österreich Teil des Deutschen Reichs. John Cooper Wiley fungierte vom 13. März 1938 bis zum 30. April als Chargé d’Affaires ad interim der USA.

### Botschafter in der Zweiten Republik

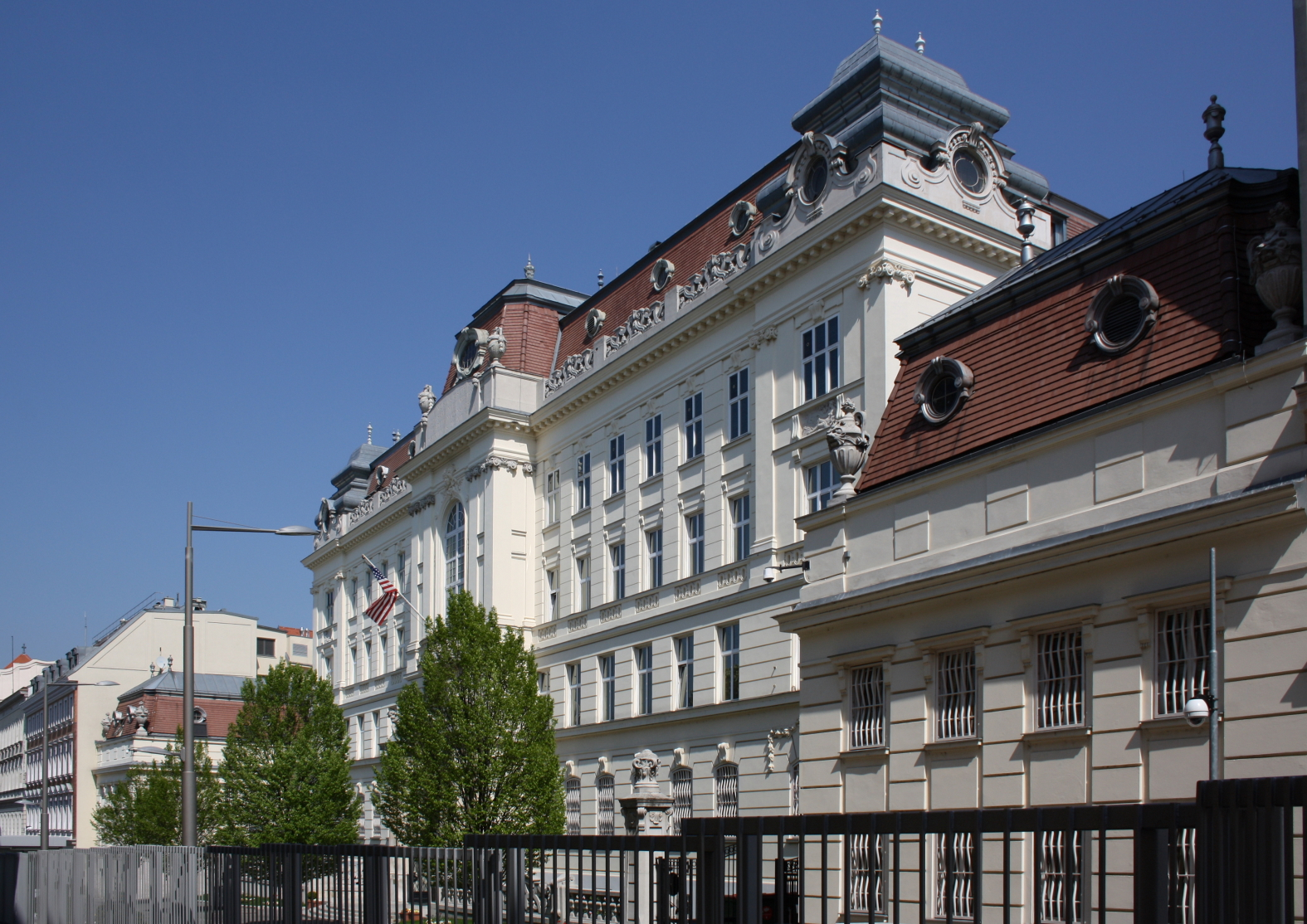
Gebäude der US-Botschaft in Wien

Im Jahr 1951 wurde die amerikanische Gesandtschaft im besetzten Nachkriegsösterreich in eine reguläre Botschaft hochgestuft.
Gesandte
- John G. Erhardt (1946–1950)
- Walter J. Donnelly (1950–1951, gleichzeitig auch Hochkommissar)

Botschafter
- Walter J. Donnelly (fortgesetzt 1951–1952, gleichzeitig auch Hochkommissar)
- Llewellyn E. Thompson (1952–1957, bis 1955 auch Hochkommissar)
- H. Freeman Matthews (1957–1962)
- James W. Riddleberger (1962–1967)
- Douglas MacArthur (1967–1969)
- John P. Humes (1969–1975)
- Wiley T. Buchanan (1975–1977)
- Milton Wolf (1977–1980)
- Philip Mayer Kaiser (1980–1981)
- Theodore E. Cummings (1981–1982)
- Helene von Damm (1983–1986)
- Ronald Lauder (1986–1987)
- Henry Grunwald (1988–1990)
- Roy M. Huffington (1990–1993)
- Swanee Hunt (1993–1997)
- Kathryn Walt Hall (1997–2001)
- Lyons Brown, Jr. (2001–2005)
- Susan McCaw (2006–2007)
- Charles Gargano (nur designiert)
- David F. Girard-diCarlo (2008–2009)
- William Eacho (2009–2013)
- Alexa Wesner (2013–2017)
- Trevor Traina (2018–2021)[1]
- Victoria Reggie Kennedy (seit 2022)